# Wad Madani
Wad Madani er en by i østlige Sudan, med et indbyggertal på cirka 218.000. Byen er hovedstad i delstaten Al-Jazirah, og ligger på breden til Den Blå Nil.